# 观涛站
观涛站是青岛地铁8号线的地铁车站，位于中华人民共和国山东省青岛市城阳区宿流北路与环红岛路交叉口西侧，于2020年12月24日开通。

## 车站结构
观涛站位于宿流北路与环红岛路交叉口西侧，沿宿流北路路南设置，呈东西走向，为地下两层岛式站台车站，车站长213.1米，标准段宽20米，车站地下一层为站厅层，地下二层为站台层，站台设置全高站台门。车站东侧设有一条单渡线。
| 地面              | 出入口 | A、B、C、D出入口 |
| 地下一层          | 站厅   | 客服中心、自动售票机、验票机 |
| 地下二层          | 站台   | \| \| \| 8号线往胶州北站（健身中心（红岛会展）） \| \| 島式 · 開左邊车门 \| \| \| \| \| \| 8号线往青岛北站（红岛科技馆（方特）） \| |
|                   |        | 8号线往胶州北站（健身中心（红岛会展））                                                                                             |
| 島式 · 開左邊车门 |        | |
|                   |        | 8号线往青岛北站（红岛科技馆（方特））                                                                                               |

## 出入口
观涛站共设4个出入口，各出口及周围设施如下所示：
| 编号                | 指示                       | 建议前往的目的地 | 图片 |
| ------------------- | -------------------------- | ---------------- | ---- |
| A · 出口            | 宿流北路(南)，环红岛路(西) |                  |      |
| B · 出口            | 宿流北路(南)，环红岛路(西) |                  |      |
| C · 出口            | 耕海路(北)，环红岛路(西)   |                  |      |
| D · 出口 · （设有） | 耕海路(北)，环红岛路(西)   |                  |      |
| 图例： 设有         |                            |                  |      |

## 接驳交通

### 公交车
- 观涛地铁站：925路

## 车站历史
本站工程名与正式站名均为观涛站，以车站所处的观涛社区命名。
- 2020年12月24日，车站随8号线北段通车开通[1]。